# Rüdiger Rackwitz
Rüdiger Rackwitz (* 6. Juli 1941; † 11. Juli 2012 in München) war ein deutscher Bauingenieur, der sich mit Sicherheits- und Zuverlässigkeitsfragen im Bauingenieurwesen befasste.

## Leben
Rüdiger Rackwitz befasste sich schon Ende der 1960er Jahre an der TU München am Lehrstuhl von Hubert Rüsch mit probabilistischer Sicherheitsanalyse und Modellierung von Bauwerken. 1975 wurde er an der TU München promoviert (Die Anwendung der Bayesschen statistischen Entscheidungstheorie auf Probleme der Qualitätskontrolle von Beton). 1974 bis 1984 leitete er mit Rüsch und Herbert Kupfer den SFB 96 Zuverlässigkeitstheorie von Bauwerken an der TU München. Er war in verschiedenen – auch internationalen – technischen Komitees, aus denen auch Grundlagen für Normen in diesem Bereich hervorgingen. Rackwitz entwickelte Software (wie Strurel) und Algorithmen (wie den Rackwitz-Fiessler Algorithmus) und befasste sich mit gesellschaftlicher Akzeptanz von Sicherheitsniveaus im Bauwesen (Life Quality Index). 1994 wurde er außerplanmäßiger Professor an der TU München.
1975 war er Gastwissenschaftler am MIT und er war Gastprofessor an der Technischen Universität Dänemarks in Lyngby. Er war aktives Mitglied im Joint Committee on Structural Safety (JCSS) und war von 1994 bis 1999  dessen Präsident.
2008 erhielt er die Alfred M. Freudenthal Medal der ASCE.

## Schriften
- mit Hubert Rüsch, Rudolf Sell: Statistische Analyse der Betonfestigkeit, Ernst und Sohn 1969
- Einige Beiträge zur Zuverlässigkeitstheorie von Bauwerken, TU München, Laboratorium für den Konstruktiven Ingenieurbau 1977
- mit Bernd Fiessler, Rainer Hawranek: Numerische Methoden für probabilistische Bemessungsverfahren und Sicherheitsnachweise, SFB 96, Berichte zur Sicherheitstheorie der Bauwerke, TU München 1976
- mit B. Fiessler, Hans-Joachim Neumann: Die genäherte Berechnung der Versagenswahrscheinlichkeit mit Hilfe rotationssymmetrischer Grenzzustandsflächen zweiter Ordnung, SFB 96, Berichte zur Sicherheitstheorie der Bauwerke, TU München 1977
- Theoretische Grundlagen für die Bestimmung des Bemessungswertes von Bauteilwiderständen aus Versuchen, SFB 96, Berichte zur Sicherheitstheorie der Bauwerke, TU München 1979
- mit B. Peintinger: Numerical uncertainty analysis of slopes, SFB 96, Berichte zur Sicherheitstheorie der Bauwerke, TU München 1980
- Response surfaces in structural reliability, SFB 96, TU München 1982